# Lethe confluens
Lethe confluens är en fjärilsart som beskrevs av Charles Oberthür 1913. Lethe confluens ingår i släktet Lethe och familjen praktfjärilar. Inga underarter finns listade.